# 德里 (喬治亞州)
德里（英語：Delhi）是位於美國喬治亞州威爾克斯縣的一個非建制地區。該地的面積和人口皆未知。

## 地理
德里的座標為33°54′49″N 82°40′26″W / 33.91361°N 82.67389°W，而該地的平均海拔高度為155米（即509英尺）。